# Henry Du Mont
Henry Du Mont, ook gespeld als Henri du Mont, Dumont of combinaties daarvan, geboren als Henry de Thier (Borgloon, 1609 of 1610 – Parijs, 8 mei 1684), was een van oorsprong Zuid-Nederlands, later Frans componist, dirigent, organist en klavecinist. 

## Levensloop
Henry Du Mont werd geboren in Borgloon in het prinsbisdom Luik als zoon van het echtpaar Henry de Thier en Elisabeth Orban. De familie De Thier woonde van begin 1613 tot 1620 in Luik, waarna ze verhuisde naar Maastricht. In 1621 werden Henry en zijn broer Lambert koorknapen aan de Onze-Lieve-Vrouwekerk. Tegelijkertijd studeerde hij aan het jezuïetencollege in die stad. Naar een besluit van het kapittel van Onze-Lieve-Vrouwe werd Henry in 1629 tot organist van de Onze-Lieve-Vrouwekerk benoemd.. Hij kreeg toestemming een studiereis te ondernemen om zijn vakbekwaamheid op een hoger peil te brengen. In Luik studeerde hij bij Léonard de Hodémont, toen koorleider (maître de chant) aan de Sint-Lambertuskathedraal. De Hodémont stond open voor uit Italië komende muzikale stromingen en vernieuwingen en beïnvloedde Du Mont maatgevend. Ook leerde Du Mont er Lambert Pietkin kennen, mogelijk een familielid van hem.
In 1638 verhuisde hij naar Parijs, nadat hij die stad al in 1633 had bezocht. In april 1643 werd hij benoemd tot organist aan de Église Saint-Paul-des-Champs, een van de oudste kerken van Parijs. Hiervoor ontving hij het riante jaarsalaris van 400 livres. In 1647 werd hij onderdaan van de Franse koning. Omstreeks deze tijd veranderde hij ook zijn naam van De Thier naar Du Mont. Vanaf 1652 werd hij klavecimbelspeler en organist aan het hof van de hertog van Anjou Filips van Orléans (1640-1701), een broer van Lodewijk XIV van Frankrijk en vanaf 1660 in dezelfde functie ook als klavecinist van de jonge koningin Maria Theresia. Op 8 juli 1663 werd hij benoemd tot "sous-maître de la Chapelle royale" (dirigent-koorleider van de Chapelle royale) in Versailles, een prestigieuze functie die hij aanvankelijk vervulde met Pierre Robert, Thomas Gobert en Gabriel Expilly, vanaf 1668 alleen nog met Robert. In 1672 werd hij benoemd tot hofkapelmeester (compositeur de musique de la Chapelle royale) en in 1673 tot kapelmeester van de koningin (Maître de musique de la Reine).
Verder werd hij in 1667 benoemd tot 'commanditair abt' (abt zonder verplichtingen maar met rechten op de inkomsten van het klooster) van de abdij van Silly-en-Gouffern) in de buurt van Lisieux. In 1676, tijdens de Franse bezetting van Maastricht (1673-1678), kreeg hij tevens een prebende toegewezen als kanunnik van het Sint-Servaaskapittel in die stad, eveneens een gegarandeerde bron van inkomsten. Waarschijnlijk hoefde hij daarvoor niet al te vaak in Maastricht te zijn. Wel bezat hij in Wyck een huis ("Het Gouden Kruis", waarschijnlijk Wycker Brugstraat 50), dat hij vermoedelijk verhuurde. In 1683 legde hij zijn ambt als kapelmeester van de Chapelle royale in Versailles neer en was hij tot zijn overlijden uitsluitend nog organist aan de église Saint-Paul-des-Champs. Du Mont overleed op 74-jarige leeftijd te Parijs. Hij werd er begraven in de kerk waar hij zo lang organist was geweest, waar een gebeeldhouwd epitaaf ongeveer een eeuw lang aan hem herinnerde. Na de Franse Revolutie werd de Sint-Pauluskerk gesloten en afgebroken. Een fragment van zijn grafmonument, voorstellende La Musique éplorée ("De betreurde Muziek"), bevindt zich in de sculptuurcollectie van het Louvre. Du Mont werd als organist aan de Sint-Pauluskerk opgevolgd door Jean-Baptiste Buterne.
Du Mont was gehuwd met Mechthilde (Mechtelt) Loyens, de dochter van een burgemeester van Maastricht. Over eventuele nakomelingen is niets bekend.

## Composities
Du Mont schreef vijf gregoriaanse missen, messes royales genoemd, die nog met enige regelmaat worden uitgevoerd. Bekender zijn wellicht de 26 grands motets die bewaard zijn gebleven (van de circa zeventig die hij schreef). Verder componeerde hij circa 120 petits motets en andere vocale stukken. Met zijn polyfoon vakmanschap had hij een belangrijke invloed op de ontwikkeling van de Franse barokmuziek in de zeventiende eeuw. Daarnaast componeerde hij voor orgel, klavecimbel en andere instrumenten.
- 1652 Cantica sacra I, cum vocibus tum instrumentibus modulata
- 1652 Cantica sacra II, cum vocibus tum instrumentibus modulata
- 1652 Cantica sacra III, cum vocibus tum instrumentibus modulata
- 1652 Cantica sacra IV, cum vocibus tum instrumentibus modulata
- 1652 Bernardus doctor, hymne, 2 sopranen, alt, contratenor en basso continuo
- 1652 Christus natus est nobis, invitatorium, voor sopraan, contratenor, tenor, bas, viool of altviool ad libitum en basso continuo
- 1652 Laudate Dominum, Psaume  116, voor sopraan, alt, contratenor, bas en basso continuo
- 1652 Litaniae Beatae Mariae Virginis, voor sopraan of contratenor, alt of tenor, bas ad libitum, viool of altviool ad libitum en basso continuo
- 1652 Magnificat, voor sopraan of contratenor, alt of tenor en basso continuo
- 1652 Symphonia, voor 2 violen, basviool en basso continuo
- 1657 Litanies de la vierge, voor sopraan, alt, 2 tenoren, bas en basso continuo
- 1657 Meslanges, religieuze en profane liederen voor 2, 3, 4 en 5 stemmen en basso continuo
- 1662 Cantica sacra II, III, IV, aangevuld met litanie voor 2 stemmen, ad libitum 3 of 4 stemmen
- 1661 Troisiesme partie adjoustée aux Préludes des Meslanges
- 1663 Airs, psalmbewerkingen voor vier stemmen en basso continuo
- 1668 Gloriosissima Maria, voor 2 sopranen of contratenor en basso continuo
- 1668 Motets, voor twee zangstemmen en basso continuo
- 1668 Cinq Messes en plain-chant
- 1681 Motets, voor 2, 3 en 4 stemmen, voor zangstemmen, instrumenten en basso continuo
- 1686 Motets pour la Chapelle du Roy (na zijn dood gepubliceerd)
- 1697 Mote[t]s de Mr. Dumont a 4. Parties (na zijn dood gepubliceerd)
- Dialogus de anima, oratorio pro omnis temporis (niet gepubliceerd)
- Trois motets, voor solisten, gemengd koor, instrumenten en basso continuo (niet gepubliceerd)
- Trois psaumes, voor 5 zangstemmen, 4 instrumenten en basso continuo (niet gepubliceerd)
- talrijke werken voor klavecimbel

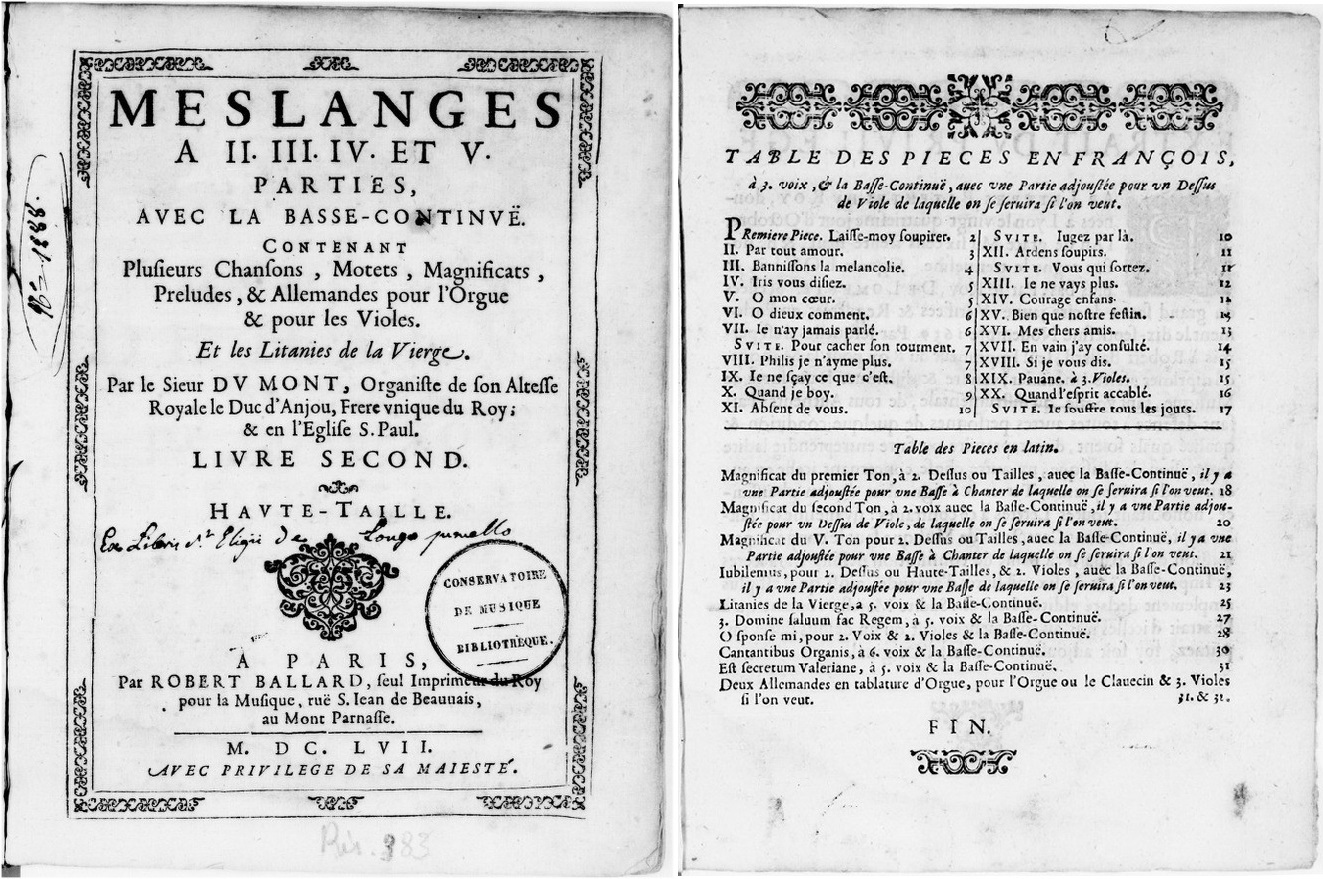
Meslanges (liederenbundel), 1657
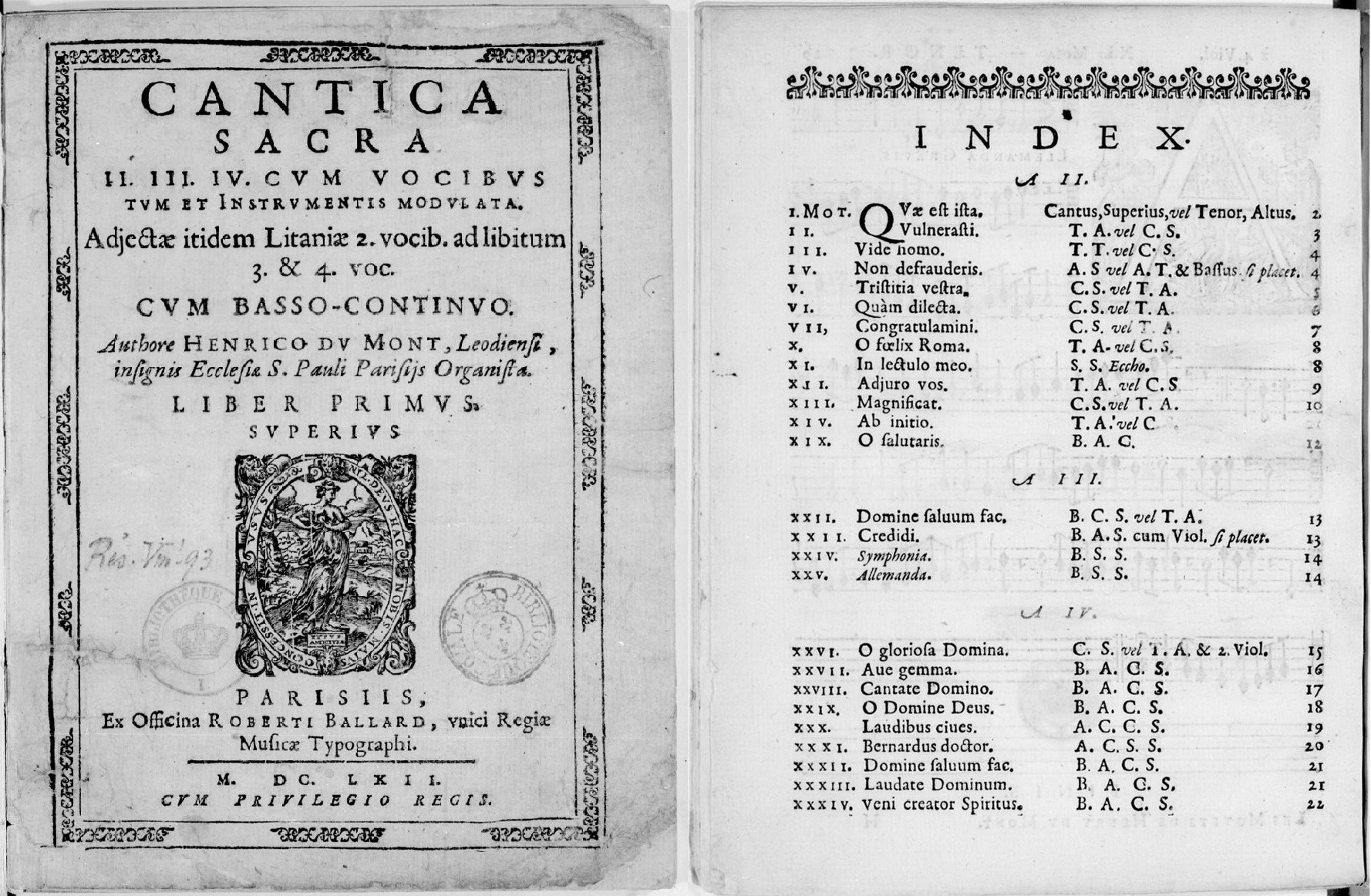
Cantica sacra II, III, IV & Litanie, 1662
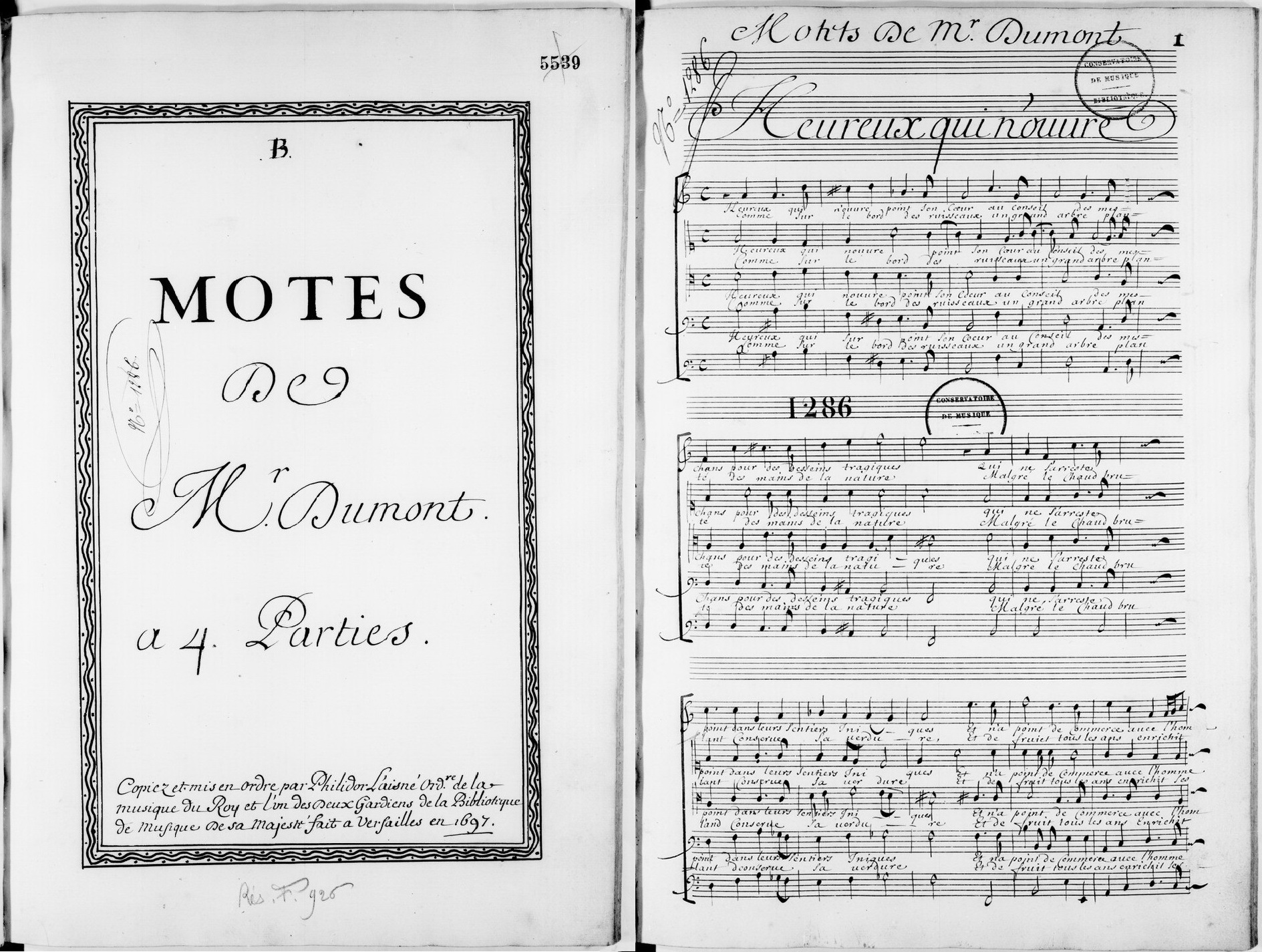
Mote[t]s de Mr. Dumont, 1697 (postume uitgave)
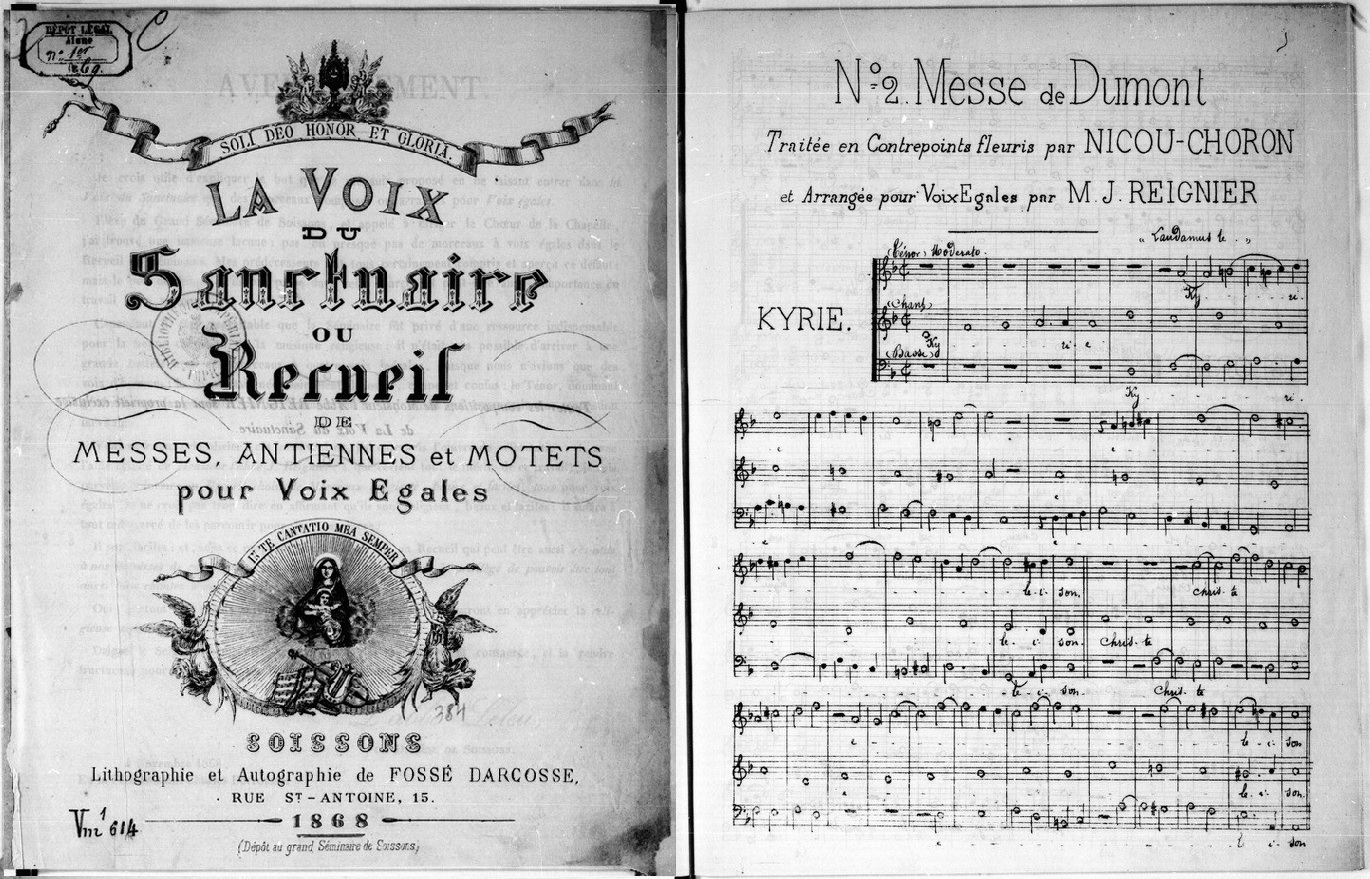
Bloemlezing met o.a. twee missen van Du Mont, 1858

## Vernoemingen, plaquettes
In de Maastrichtse buurt Boschpoort is sinds 1936 een Henri Du Montstraat.
Al in 1932 werd in het Belgische Villers-l'Évêque een gedenksteen geplaatst ter herinnering aan de componist, waarvan toen nog gedacht werd dat hij in dat dorp geboren was.. Op 9 december 2023 werd op initiatief van de Stichting Maastrichtse Componisten (SMC) een plaquette onthuld aan het huis Cortenstraat 9 in het centrum van Maastricht. Cortenstraat 9 was het huis waar de componist verbleef als hij Maastricht bezocht.